# Guatlla pintada de Robinson
La guatlla pintada de Robinson (Turnix olivii) és una espècie d'ocell de la família dels turnícids (Turnicidae) que habita al nord de Queensland, en Austràlia.